# 구로이소역
구로이소역(일본어: 黒磯駅, くろいそえき)은 일본 도치기현 나스시오바라시에 있는 철도역이다.
도호쿠 본선은 구로이소 역에서부터 남쪽(도쿄역 방면)은 직류로 전철화되었고 북쪽(모리오카역 방면)은 교류로 전철화되었다. 절연 장치도 역구내에 있다.

## 타는 곳
| 1～3 | ■ 우쓰노미야 선 (도호쿠 본선) | 우쓰노미야·오야마·우에노 방면                     |
| 4・5 | ■ 도호쿠 본선                 | 신시라카와·시라카와·고리야마·후쿠시마·센다이 방면 |

## 역세권 정보
- 국도 제4호선
- 나스시오바라 시청(市廳)

## 역사
- 1886년 12월 1일: 영업 개시

## 인접한 역들
| 동일본 여객철도 ■ 도호쿠 본선 | 동일본 여객철도 ■ 도호쿠 본선 | 동일본 여객철도 ■ 도호쿠 본선 |
| ----------------------------- | ----------------------------- | ----------------------------- |
| 나스시오바라 우에노 방면      | ■ 우쓰노미야 선               | 시·종착역                     |
| 시·종착역                     | 후쿠시마 방면 열차            | 다카쿠 후쿠시마 방면          |